# ファーンデール (駆逐艦)
ファーンデール (HMS Farndale, L70) は、イギリス海軍の駆逐艦。ハント級（II型）。艦名のファーンデール（Farndale）はノース・ヨークシャー州のキツネ狩り場であった渓谷にちなむ。本艦は「ファーンデール」の名を持つ艦としては初めてのものであった。
ファーンデールは各地での活躍によって、第二次世界大戦中のイギリス海軍艦艇において4番目に多い合計11個の戦闘名誉章（Battle Honor）を獲得した。

## 艦歴
ファーンデールは1939年度戦時急造計画（1939 War Emergency Build Programme）に基づき、1939年9月4日にタイン・アンド・ウィア、ウォールセンドのスワン・ハンター社に発注された。1939年11月21日に建造番号4133として起工、1939年9月30日に進水し1941年4月21日に竣工した。
初代艦長ステファン・ホープ・カーリル（Stephen Hope Carlill）中佐の下で公試後、ファーンデールは1941年4月27日にジブラルタルで第13駆逐艦戦隊（13th Destroyer Flotilla）に加わる。一旦、本国のスカパ・フローへ戻りしばらくの間本国艦隊で訓練と任務を行った後、6月に戦隊は船団を護衛して再びジブラルタルへ移動した。7月にジブラルタルからマルタ島への輸送作戦であるサブスタンス作戦に護衛として参加、以降もファーンデールは地中海での船団護衛任務を継続した。9月にはハルバード作戦に参加している。
1941年10月にファーンデールは第22駆逐艦戦隊（22nd Destroyer Flotilla）に移籍して地中海東部での任務に充てられることになり、喜望峰と紅海を経由してアレキサンドリアへ移動した。到着後は包囲下にあるトブルクへの輸送護衛や地中海東部の警戒、地上部隊への支援砲撃を行った。12月5日、ファーンデールはトブルクの東北東30海里地点で空襲のために沈んだ兵員輸送船チャクディナの生存者を救助。12月11日にファーンデールはバルディア沖でイタリア海軍のアミラリオ級潜水艦アミラリオ・カラッチョロに爆雷攻撃を行い、浮上させた後に砲撃を加え撃沈した。ファーンデールは53名の生存者を救助した。
1942年2月9日、AT-27船団を護衛中だったファーンデールはメルサ・マトルー西方で空襲を受け、艦橋直後に爆弾1発が直撃した。爆弾は艦長室と給仕室を貫通し舷側へ飛び出して爆発、上部構造物に大きな被害が出たほかASDIC区画と機関室に浸水が発生した。ファーンデールは急速に艦首から沈み始め一時は総員退艦が命じられたが、最終的に艦を救うことに成功した。コルベットグロキシニアに曳航されたファーンデールはアレキサンドリアで修理を受けた後、喜望峰経由でイギリスへ帰還し7月までロンドンで本格的な修理を受けた。この頃ファーンデールはサウスゲート、次いでミドルセックスで民間人に対するウォーシップ・ウィーク（Warship Week）のキャンペーンに参加している。
修理完了後、ファーンデールは本国艦隊に配備され援ソ船団PQ18船団の護衛を実施する。10月、ジブラルタルへ移動したファーンデールは11月に北アフリカへの上陸作戦であるトーチ作戦を支援した。しばらくの間大西洋と地中海で船団護衛を行った後、翌1943年7月にはシチリア上陸（ハスキー作戦）を支援し、次いで9月にはイタリア本土サレルノへの上陸作戦（アヴァランチ作戦）に参加した。ファーンデールは空母ユニコーン、護衛空母バトラー、ハンター、アタッカー、ストライカーからなる第88任務部隊（Task Force 88）を護衛し、さらに上陸部隊の援護を実施した。
作戦後、ファーンデールは他のハント級駆逐艦で構成された地中海ハント戦隊（Mediterranean Hunt Flotilla）に加わり、マルタ島を拠点として1943年10月から1944年6月まで地中海での船団護衛任務を行った。
1944年8月、ファーンデールは南フランスのプロヴァンス地方への連合国軍の上陸作戦（ドラグーン作戦）に参加、9月にはエーゲ海の島々の再占領を支援すると共に脱出を図る敵艦艇迎撃を行った。
10月にイギリス本国へ帰還したファーンデールは、第16駆逐艦戦隊（16th Destroyer Flotilla）所属となり1945年4月まで船団護衛と北海およびテムズ川河口部での対潜哨戒を行った。これはイギリス近海でシュノーケル装備のUボートによる船舶被害が増加していたことを受けたものであった。1945年1月14日には船団護衛中に攻撃を仕掛けてきたSボートと交戦している。3月16日、駆逐艦ウォーリスがハンバー沖でファーンデールと衝突する事故を起こした。
その後極東へ派遣されることが決まったファーンデールは、1945年5月に改装と近代化改修を行った後にトリンコマリーで第18駆逐艦戦隊（18th Destroyer Flotilla）に加わる。日本軍占領下のイギリス領マラヤへの上陸作戦であるジッパー作戦に参加することになったが、作戦実施前に日本の降伏を迎えたため実行されることはなかった。
イギリス本国へ帰還したファーンデールは1945年11月にチャタムで予備役に編入されたが、1946年にノア地方戦隊（Nore Local Flotilla）で現役復帰し5年間活動した。1951年に再度予備役入りしたファーンデールは1962年まで保管された後、ブリティッシュ・アイアン・アンド・スチール・コーポレーション（BISCO）にスクラップとして売却された。ヒューズ・ボルコー社による解体のため曳航されたファーンデールは1962年11月29日にブライスの解体地へ到着した。

## 栄典
ファーンデールは生涯で11個の戦闘名誉章(Battle Honour)を受章した。これは第二次世界大戦の英海軍艦艇で4番目に多い記録である。
Malta Convoys 1941 ・ Mediterranean 1941 ・ Libya 1942 ・ Atlantic 1942 ・ Arctic 1942 ・ North Africa 1942-43 ・ Sicily 1943 ・ Salerno 1943 ・ Aegean 1943 ・ South France 1944 ・ North Sea 1945